# Хлорид магния
Хлори́д ма́гния (хлори́стый ма́гний) — бинарное неорганическое химическое соединение магния с хлором, магниевая соль соляной кислоты. Растворяется в воде, этаноле. Встречается в природе в виде минерала бишофита. Химическая формула {\displaystyle {\mathsf {{\stackrel {+2}{Mg}}{\stackrel {-1}{Cl}}_{2}.}}}
Токсичность:4.1 Хлористый магний и водный раствор хлористого магния не токсичны, пожаро- и взрывобезопасны.

## Свойства
Бесцветные кристаллы, плотность 2,316 г/см³, температура плавления 713 °C, температура кипения 1412 °C. Хлорид магния весьма гигроскопичен; растворимость в воде при 20 °C — 35,3 % по массе. Хлорид магния образует кристаллогидраты с 1, 2, 4, 6, 8 и 12 молекулами воды. В интервале от −3,4 до 116,7 °C устойчив гидрат {\displaystyle {\mathsf {MgCl_{2}\cdot 6H_{2}O}}}, который встречается в природе в виде минерала бишофита, а в больших количествах получается при упаривании морских рассолов. Хлорид магния образует двойные соли, из которых исключительно важен минерал карналлит {\displaystyle {\mathsf {KCl\cdot MgCl_{2}\cdot 6H_{2}O}}} — источник получения магния и хлорида калия.

## Получение
- Безводный хлорид магния можно получить прямым хлорированием магния:

{\displaystyle {\mathsf {Mg+Cl_{2}\rightarrow MgCl_{2}}}}
- Хлорид магния также образуется при взаимодействии оксида магния с хлором при высокой температуре. При этом в присутствии угля данная реакция идёт легче и при гораздо меньших температурах:

{\displaystyle {\mathsf {2MgO+2Cl_{2}\rightarrow 2MgCl_{2}+O_{2}}}}
{\displaystyle {\mathsf {MgO+C+Cl_{2}\rightarrow MgCl_{2}+CO}}}
- Иногда безводный хлорид магния синтезируют также действием хлороводорода на магний в среде абсолютного спирта. Образующийся сольват хлорида магния со спиртом {\displaystyle {\mathsf {MgCl_{2}\cdot 6C_{2}H_{5}OH}}} разрушают в вакууме водоструйного насоса.
- Также для получения безводного хлорида магния обезвоживают бишофит до {\displaystyle {\mathsf {MgCl_{2}\cdot 2H_{2}O}}}, а затем сушат в токе хлороводорода при 100—200 °C.
- Получается как побочный продукт при восстановлении титана из тетрахлорида титана.

## Химические свойства
- Реагирует со щелочами и с раствором аммиака с образованием осадка гидроксида магния:

{\displaystyle {\mathsf {MgCl_{2}+2NaOH\rightarrow Mg(OH)_{2}\downarrow +\,2NaCl}}}
- При добавлении соды к раствору MgCl2 образуется белый осадок основного карбоната магния:

{\displaystyle {\mathsf {5MgCl_{2}+5Na_{2}CO_{3}+2H_{2}O\rightarrow Mg(OH)_{2}\cdot 3MgCO_{3}\downarrow +\,Mg(HCO_{3})_{2}+\,10NaCl}}}
- При взаимодействии с растворимыми гидрокарбонатами (например, с гидрокарбонатом натрия) образуется белый осадок среднего карбоната магния:

{\displaystyle {\mathsf {MgCl_{2}+2NaHCO_{3}\rightarrow MgCO_{3}\downarrow +\,2NaCl+\,H_{2}O+CO_{2}\uparrow }}}
{\displaystyle {\mathsf {2MgCl_{2}+LiAlH_{4}\rightarrow MgH_{2}+\,LiCl+\,AlCl_{3}}}}
- При упаривании раствора хлорида магния получают кристаллогидрат {\displaystyle {\mathsf {MgCl_{2}\cdot 6H_{2}O}}}, который при нагревании испытывает серию превращений:

{\displaystyle {\mathsf {MgCl_{2}\cdot 6H_{2}O\xrightarrow {120^{\circ }C} MgCl_{2}\cdot 4H_{2}O+2H_{2}O}}}
{\displaystyle {\mathsf {MgCl_{2}\cdot 4H_{2}O\xrightarrow {150^{\circ }C} MgCl_{2}\cdot 2H_{2}O+2H_{2}O}}}
{\displaystyle {\mathsf {MgCl_{2}\cdot 2H_{2}O\xrightarrow {240^{\circ }C} MgCl_{2}\cdot H_{2}O+H_{2}O}}}
{\displaystyle {\mathsf {MgCl_{2}\cdot H_{2}O\xrightarrow {>300^{\circ }C} MgOHCl+HCl}}}
{\displaystyle {\mathsf {2MgOHCl\xrightarrow {>400^{\circ }C} Mg_{2}OCl_{2}+H_{2}O}}}

## Применение
- Хлорид магния применяют главным образом в производстве металлического магния, MgCl2·6H2O используется для получения магнезиальных цементов.
- Используется для обработки ледяного и снежного покрова в качестве добавки. В результате реакции со снегом вызывает его таяние. Имеет 3-й класс опасности (умеренно опасные вещества) и агрессивные коррозионные свойства[1]

### В пищевой промышленности
Хлорид магния зарегистрирован в качестве пищевой добавки E511.
Является основным компонентом «нигари» (яп. 苦汁, дословно «горький сок») — концентрированного солевого раствора — продукта, получаемого после выпаривания глубинных морских вод и выделения из них морской соли. В состав нигари в небольших количествах входит множество полезных минералов: хлорид натрия, калия, кальция, железо, фосфор, цинк и др. Нигари используется преимущественно для створаживания соевого молока при приготовлении тофу.